# Белозадый гульман
Белозадый гульман (лат. Trachypithecus delacouri) — вид приматов из семейства мартышковых, обитающий во Вьетнаме. Входит в список «25 наиболее уязвимых приматов в мире». Назван в честь американского орнитолога французского происхождения Жана Делакура.

## Описание
Белозадый гульманы немного крупнее, чем их ближайшие родственники, тонкинские гульманы (Trachypithecus francoisi) и белолобые гульманы (Trachypithecus laotum). Длина тела от 57 до 62 см, длина хвоста от 82 до 88 см. Вес самцов от 7,5 до 10,5 кг, вес самок от 6,2 до 9,2 кг. Шерсть преимущественно чёрная, на лице белые отметины. Крестец и внешняя сторона задних конечностей кремово-белые. У самок в паху также светлая шерсть. На макушке хохолок, более тонкий и длинный, чем у других близких видов.

## Распространение
Белозадые гульманы — эндемики Вьетнама. Площадь ареала составляет лишь 6 тыс. км2. Обитают в провинциях Тханьхоа, Хоабинь, Ханам и Ниньбинь на севере страны. Самая многочисленная популяция живёт в заповеднике Ванлонг в провинции Ниньбинь.

## Поведение
Дневные животные, в рационе преимущественно листья (до 78 % рациона), дополнением к рациону служат фрукты, семена и цветы. В пищу идут листья многих видов растений. Ранее считалось, что белозадые гульманы образуют крупные группы до 30 особей, с несколькими взрослыми самцами. Теперь считается, что размеры групп от 4 до 16 особей. Каждая группа защищает свою территорию. Ведут в основном наземный образ жизни, иногда поднимаясь на деревья.
Беременность длится от 170 до 200 дней. В помёте один детёныш. Детёныши имеют оранжевую шерсть и с самого рождения цепляются за мать. В возрасте четырёх месяцев шерсть начинает приобретать чёрный цвет. Молодняк питается молоком матери до 19—21 месяцев. Самки достигают половой зрелости в возрасте четырёх лет, самцы на год позднее. Продолжительность жизни составляет около 20 лет.

## Статус популяции
В последние годы численность резко сократилась. В 2006 году было известно лишь 19 популяций этих обезьян, при этом их численность сократилась на 20 % в период с 1999 до 2004 год. С тех пор две популяции исчезли, и только одна, из заповедника Ванлонг, считается жизнеспособной.
Международный союз охраны природы присвоил этому виду охранный статус «В критическом положении». Главные угрозы — разрушение среды обитания и охота, поскольку эти животные используются в местной народной медицине. По состоянию на 2008 год численность популяции в дикой природе оценивалась в 250 особей, при этом лишь 19 животных содержалось в неволе.